# Johanna von Orleans (1948)
Johanna von Orleans ist ein US-amerikanischer Monumentalfilm aus dem Jahr 1948 in Technicolor. Er hat die französische Nationalheldin Johanna von Orléans zum Thema, die von Ingrid Bergman verkörpert wird. Der Film basiert auf dem Theaterstück Joan of Lorraine von Maxwell Anderson, der zusammen mit Andrew Solt auch das Drehbuch zum Film schrieb.
Dies ist der erste von zwei Filmen, in denen Ingrid Bergman Johanna von Orléans darstellte; der zweite ist Giovanna d’Arco al rogo aus dem Jahr 1954.

## Handlung
Im Hundertjährigen Krieg leidet Frankreich unter dem Krieg gegen England. Das einfache Bauernmädchen Johanna wird von den Heiligen Katharina und Margareta sowie dem Erzengel Michael beauftragt, Frankreichs Heer gegen England anzuführen. Ihr Vater, der einen Traum hatte, dass seine Tochter mit einer Armee fortreiten würde, ermahnt seine Tochter, sich gewissenhaft um den Haushalt zu kümmern.
Johanna geht nach Vaucouleurs zu Robert de Baudricourt, dem Hauptmann des Königs, und sagt ihm, dass sie im himmlischen Auftrag zur Rettung Frankreichs eine Armee für den Dauphin führen soll; der Dauphin würde zum König gekrönt werden. Der Hauptmann reagiert zunächst ungläubig, schenkt ihr aber Glauben, als ihre Prophezeiung, dass die Franzosen in Orléans gerade eine Schlacht gegen die Engländer verlieren, zwei Wochen später durch die Meldung eines Boten bestätigt wird und die Prüfung eines Priesters ergibt, dass Johanna keine Hexe ist.
Johanna trifft den von finanziellen Sorgen geplagten Dauphin auf einem Fest an. Dort will man sie reinlegen und setzt Charles de Bourbon, den Herzog von Clermont, auf den Thron des Dauphins; Johanna erkennt jedoch den echten Dauphin in der versammelten Festgemeinschaft. Restlos überzeugt ist der Dauphin schließlich, als Johanna Dinge über ihn weiß, die eigentlich nur er wissen kann. Auch besteht Johanna die Prüfung durch eine kirchliche Kommission.
Es finden sich immer mehr Männer für Johannas Armee, die schließlich in die Schlacht zieht. Bei den Feldherren stößt Johanna zunächst auf Widerstand, schafft es aber dennoch mit einer Ansprache an die Armee, deren Motivation zu wecken.
Als Erstes greift Johannas Armee die englische Festung Tourelles an. Deren Hauptmann Sir William Glasdale beschimpft Johanna und nimmt ihre Appelle, vorzeitig zu kapitulieren, nicht ernst. So kommt es zum Kampf, in dessen Verlauf Johanna verwundet wird. Als ihre Leute aufgeben, treibt sie sie wieder zum Kampf an. Die Schlacht geht für die Franzosen schließlich siegreich aus; Johanna fühlt sich schuldig am Tod der englischen Soldaten. Die Bevölkerung von Orléans bereitet Johanna einen rauschenden Empfang.
Johanna bittet den Herzog von Burgund, der an der Seite der Engländer kämpft, um Frieden und lädt ihn zur Königskrönung des Dauphins in die Kathedrale von Reims ein. Pierre Cauchon, der Bischof von Beauvais, hält Johanna für gefährlich, sobald diese mit ihrer Armee erst einmal nach Paris marschiert. Die Feinde Johannas wollen sich die Krönung des Dauphins zu Charles VII. zu Nutze machen, indem sie ihn mit Geld zum Frieden bestechen. Während der Krönung bejubelt die Menge Johanna und ruft nach dem Marsch auf Paris.
Der neu gekrönte König indes widmet sich dem Vergnügen. Als Johanna vor dem Angriff auf Paris vergeblich auf seine Hilfe wartet, teilt er ihr mit, dass er aus Kriegsmüdigkeit mit Burgund Frieden geschlossen hat; sie versteht aber, dass ihr in Wahrheit von den Engländern dazu bestochen wurde. Karl VII. löst die Armee auf, verleiht Johanna einen Adelstitel und gewährt ihrem Geburtsort Domrémy-la-Pucelle die Steuerfreiheit.
Johanna ist ebenso wie die Feldherren deprimiert, legt aber, ihrem Versprechen an die Heiligen gemäß, ihre Rüstung nieder, legt jedoch einen einfacheren Harnisch für die ihr bevorstehende Gefangennahme durch die Burgunder an.
Unter Leitung des Grafen von Warwick, des Stellvertreters des englischen Königs Heinrich VI., wird Johanna der Prozess gemacht. Beim ersten Verhör vor Gericht umgeht Johanna auch die Fangfragen ihrer Richter und zweifelt deren Legitimität an. Damit das Gericht nicht noch einmal von Johanna bloßgestellt wird, wird der Prozess auf Geheiß des Grafen von Warwick unter Ausschluss der Öffentlichkeit fortgesetzt. Als Richter Courneille den Prozess verlässt, weil er an dessen Unparteilichkeit zweifelt, wird er auf Befehl des Bischofs gefangen genommen.
Die Heiligen fordern Johanna auf, standhaft in ihrem Martyrium zu sein. Bei einem weiteren Verhör ist sie der Verzweiflung nah. Vom Kardinal von Winchester ermutigt, bittet Johanna um Berufung beim Papst. Der Bischof von Avranches bekräftigt die Ungesetzlichkeit des Prozesses und die Berechtigung von Johannas Berufung.
Als ihr schließlich am letzten Verhandlungstag vor der Bevölkerung von Rouen die Exkommunikation und der Scheiterhaufen angedroht wird, widerruft Johanna und wird nun zu lebenslanger Haft verurteilt. Sie nimmt jedoch ihren Widerruf zurück, als sie entgegen der Versprechen ihrer Richter nicht in ein kirchliches, sondern ein weltliches Gefängnis gebracht wird. Sie bereut die Schwäche des Widerrufs vor den Heiligen, die ihr Verzeihung gewähren. Als sie sich aus diesem Grund weigert, ihre Männerkleidung gegen Frauenkleider zu tauschen, wird sie zum Scheiterhaufen verurteilt.
Unter großer Anteilnahme der Bevölkerung, die zu großen Teilen gegen das Urteil protestiert, stirbt Johanna auf dem Scheiterhaufen.

## Synchronisation
Die deutsche Synchronbearbeitung entstand 1950 in den Ateliers der RKO-Synchron-Abteilung Berlin. Das Dialogbuch verfasste Reinhard W. Noack, der auch Synchronregie führte.
- Ingrid Bergman: Tilly Lauenstein
- J. Carrol Naish: Alfred Balthoff
- Ward Bond: Eduard Wandrey
- José Ferrer: Erich Fiedler
- Cecil Kellaway: Walter Werner
- Shepperd Strudwick: Herbert Wilk
- Gene Lockhart: Hans Hessling
- Selena Royle: Margarete Schön
- John Emery: Paul Wagner
- Richard Derr: Klaus Miedel
- Roman Bohnen: Erich Dunskus
- George Coulouris: Hans Emons
- Vincent Donahue: Hugo Schrader
- Morris Ankrum: Walter Altenkirch
- Tom Brown Henry: Manfred Meurer
- Ray Teal: Max Grothusen

## Kritiken
„Der aufwendig ausgestattete Film hält sich relativ eng an die historischen Fakten, kalkuliert aber allzu bewußt die Publikumswirkung, als daß tiefere Eindrücke von der seelischen Entwicklung Johannas oder der geistigen und geistlichen Atmosphäre der Zeit vermittelt werden könnten. In der Titelrolle hervorragend gespielt von Ingrid Bergman.“

„Große Rolle für Ingrid Bergman (…) Wertung: 2½ Sterne – überdurchschnittlich“

## Auszeichnungen
1949 gewann der Film zwei Oscars, und zwar in den Kategorien Beste Kamera und Bestes Kostümdesign (Barbara Karinska, Dorothy Jeakins). Für den Oscar nominiert wurde der Film in den Kategorien Beste Hauptdarstellerin (Ingrid Bergman), Bester Nebendarsteller (José Ferrer), Bestes Szenenbild (Richard Day, Casey Roberts, Joseph Kish), Bester Schnitt sowie Beste Filmmusik.
Einen Ehrenoscar gab es zudem für Produzent Walter Wanger.